# Jijiem
Jijiem is een bestuurslaag in het regentschap Pidie van de provincie Atjeh, Indonesië. Jijiem telt 1024 inwoners (volkstelling 2010).